# Luanda
Luanda er Angolas hovedstad og største by. Byen er beliggende ud til Atlanterhavet og er Angolas vigtigste havneby og administrative centrum. Luanda har 2.487.444 (2018) indbyggere. Den er også det administrative center for provinsen Luanda.
Produktionen omfatter blandt andet forædling af fødevarer, drikkevarer, cement og andre byggematerialer, plastprodukter, metalforædling, cigaretter og sko. Råolie som er fundet i nærheden, bliver raffineret i byen. Luanda har en glimrende naturlig havn, og de vigtigste eksportartikler er kaffe, bomuld, sukker, diamanter, jern og salt.
Luanda er delt i to dele, baixa (den gamle bydel) og cidade alta (den nye bydel). Baixa ligger ved siden af havnen og har smalle gader og gamle kolonibygninger.
Indbyggerne i Luanda er hovedsagelig medlemmer af afrikanske etniske grupper. Der er en meget lille befolkning af europæisk oprindelse.
Luanda er sædet for den romerskkatolske ærkebiskop. Den er også stedet for de fleste af Angolas uddannelsesinstitutioner, heriblandt det private katolske universitet Angola og det offentlige Agostinho Neto-universitet. Den er også hjemby for det tidligere koloniguvernørpalads og Estádio da Cidadela, Angolas hovedstadion, med en tilskuerkapasitet på 60 000.

## Historie
Byen blev grundlagt af portugiserne i 1575 af Paulo Dias de Novais som gav den navnet São Paulo de Luanda. Fæstningen Fortaleza São Pedro da Barra blev bygget i 1618 og i 1634 blev en ny fæstning, Fortaleza de São Miguel, bygget. Luanda har været Angolas vigtigste administrative center siden 1627 undtaget årene 1640-1648 da den var besat af hollænderne og kaldt Fort Aardenburgh. Fra 1575 til 1850 var byen centrum for slavehandel til Brasilien. I 1889 blev grundlaget lagt for en betydelig vækst i Luanda da guvernør Brito Capelo åbnede en akvædukt som forsynede byen med drikkevand.
Inden den angolanske uafhængighed i 1975, var Luanda en moderne by og flertallet af byens befolkning var af portugisisk herkomst. Kun et meget lille antal af afrikanere fik tilladelse til at bo der. Efter uafhængigheden forlod de fleste portugisere byen, mange rejste over grænsen til Namibia. Dette medførte en umiddelbar krise, da den lokale afrikanske befolkning manglede de nødvendige kundskaber for at drive byen og opretholde dens infrastruktur. Det store antal teknikere blandt cubanske soldater som blev sendt til Angola for at støtte MPLA-regeringen bidrog til at genoprette byens infrastruktur. På grund af den Den angolanske borgerkrig fra 1975 til 2002, kom der mange flygtninge til byen. Siden borgerkrigens ophør i 2002 oplever Luanda en stor vækst, med store arealudvidelser, nye moderne højhuse og udbygningen af infrastrukturen.

## Venskabsbyer
- Houston, USA[2]
- São Paulo, Brasilien[3][4]
- Lissabon, Portugal[5][6][7][8]
- Salvador, Brasilien [9]
- Praia, Cape Verde
- Cape Town, Sydafrika
- Beira, Mozambique
- Windhoek, Namibia
- Bissau, Guinea-Bissau
- Brasilia, Brasilien
- Macau, Kina
- Maputo, Mozambique
- Tahoua, Niger
- São Tomé, São Tomé og Príncipe
- Johannesburg, Sydafrika
- Cairo, Egypten
- Porto, Portugal
- Huambo, Angola
- Rio de Janeiro, Brasilien
- Asunción, Paraguay